# Villa Patera
Villa Patera (čp. 971) je funkcionalistický vilový dům v Kadani. Nalézá se v Klášterecké ulici (dříve Vernéřovská) v předměstské vilové čtvrti dříve známé jako čtvrť Svatovojtěšská. Projekt, jehož autorem je Ing. arch. Hartwig Sturm, a jehož realizaci provedla věhlasná stavitelská firma Pittel & Brausewetter, vznikl na objednávku MUDr. Franze Josefa Patery, kadaňského městského lékaře. Stavební práce byly dokončeny v roce 1934. Villa Patera je po všech stránkách jednou z nejkvalitnějších obytných staveb, které byly v meziválečném období v Kadani postaveny.

## Výstavba
Stavebníkem a prvním majitelem Villy Patera byl MUDr. Franz Josef Patera. Patera si v roce 1934 zhotovení projektu inovativní funkcionalistické vily objednal u Ing. arch. Hartwiga Sturma, působícího v Aši a Chebu. Ten přetvořil Paterovy vizionářské představy v realitu a zhotovil projekt svěží a moderní vily. Součástí stavby byla vlastní automobilová garáž, výtah, tzv. sluneční lázně na ploché střeše budovy a řada dalších vymožeností. Součástí projektu bylo i vybavení interiérů včetně výběru vhodného a kvalitního nábytku.
Bratrem architekta Hartwiga Sturma byl významný regionální historik a archivář PhDr. Heribert Sturm, absolvent kadaňského gymnázia, který patřil k okruhu intelektuálů okolo architekta Heinze Rutha. Tento významný bytový architekt byl mimo jiné blízkým přítelem Konrada Henleina a příznivcem německého nacionálního socialismu. Patřil též k zakladatelům Sudetoněmecké strany. Poté, co byl nařčen z homosexuality a obviněn ze zneužívání mladistvých spáchal ve vězení v České Lípě sebevraždu.
Vzhledem k pokročilým technologiím, se kterými projekt Villy Patera počítal, nebyly k realizaci využity služby zaběhnutých kadaňských stavebních firem. Výstavba byla svěřena proslulé firmě Pittel & Brausewetter. Tato firma byla založena již roku 1870 v Bratislavě (tehdejším Prešpurku) a brzy se rozšířila do celé rakousko-uherské monarchie. Svůj věhlas si získala díky inovativní práci s železobetonem a mohla se pyšnit spoluprací s architekty, jako byli Adolf Loos, nebo Karl Mayreder. Firma měla od roku 1926 svou centrálu ve Vídni, její pobočky však sídlily také v Praze či Karlových Varech. Realizaci projektu Villy Patera provedla právě karlovarská pobočka. Pozicí firemního stavbyvedoucího byl pověřen Ing. Karl Hornig.
Stavební práce byly dokončeny v průběhu roku 1934, Villa Patera byla úředně zkolaudována, a ještě v listopadu téhož roku se do novostavby nastěhoval MUDr. Franz Josef Patera s rodinou.

## Majitelé
Franz Josef Patera se narodil roku 1889 v Žatci do katolické česko-německé rodiny manželům Franzovi a Marii Paterovým. Otec byl zaměstnán jako domovník, matka pocházela z české rodiny Procházkových ze Svojetína u Rakovníka. Franz Josef Patera úspěšně absolvoval žatecké gymnázium a v letech 1909 až 1918 vystudoval Lékařskou fakultu německé Karlo-Ferdinandovy univerzity v Praze. Jeho učitelem a promotorem byl prof. Josef von Zeynek, odborník na lékařskou chemii a průkopník elektroterapeutických metod (diatermie).
V roce 1921 se MUDr. Franz Josef Patera oženil s Margarethe, rozenou Dörfler, původem z Karlových Varů, a novomanželé se přesunuli do Kadaně. Často se stěhovali a bydleli na různých místech – v ulici Boženy Němcové (dříve Mozartova), na Mírovém náměstí (dříve Tržní), v ulici Jana Švermy (dříve Svaté) a ulici Čechově (dříve Vodní). MUDr. Franz Josef Patera se stal v Kadani tzv. městským lékařem. Jako odborník na medicínu působil při kadaňském městském úřadu a měl na starost zdravotní a obecně hygienickou situaci ve městě. Pravidelně se například zúčastňoval všech stavebních řízení.
Jelikož manželé Paterovi zůstali bezdětní, rozhodl se MUDr. Franz Patera roku 1936 přistěhovat do vily svou stařičkou matku, která zde roku 1940 také zemřela. Tehdy byla již Kadaň součástí tzv. Říšské župy Sudety a náležela k nacionálně-socialistickému Německu. MUDr. Franz Josef Patera byl roku 1943 povolán do werhmachtu a jeho další osudy zůstávají skryty. Villa Patera byla na po skončení Druhé světové války zkonfiskována obnovenými československými úřady, Paterova manželka Margarethe byla z rodinné rezidence vystěhována a během tzv. odsunu zřejmě vyhnána do některé z okupačních zón poraženého Německa.